# Raionul Șimleu
Raionul Șimleu a fost o unitate administrativă din Regiunea Crișana, cu reședința în Șimleu Silvaniei. 
Prin Legea nr.5 din 6 septembrie 1950, Plasa Șimleu Silvaniei a fost desființata si a fost infintat Raionul Șimleu. 